# Aloe gracilis
Aloe gracilis é uma espécie de liliopsida do gênero Aloe, pertencente à família Asphodelaceae.